# Attentat du 19 juillet 2021 à Bagdad
L'attentat du 19 juillet 2021 à Bagdad est un attentat survenu le 19 juillet 2021 à Sadr City, à Bagdad, en Irak, lorsqu'un kamikaze s'est fait exploser au marché de Wahailat. L'attentat a fait au moins 35 morts et plus de 60 blessés. L'État islamique a revendiqué l'attentat.